# Ziggy Marley
Ziggy Marley (* 17. Oktober 1968 in Kingston; eigentlich David Nesta Marley) ist ein jamaikanischer Reggaemusiker und Songwriter. Er ist der Sohn von Bob Marley und Rita Marley. Zusammen mit seinen Geschwistern Cedella, Sharon und Stephen bildete er bis 2002 die Band Ziggy Marley and the Melody Makers.

## Leben

### Karriere
David Nesta Marley wuchs in Trenchtown, einem Stadtteil von Kingston, auf.
Dort erhielt er bereits früh durch seinen Vater Gitarren- und Schlagzeugunterricht. Außerdem war er regelmäßig bei den Studioaufnahmen seines Vaters und dessen Band The Wailers dabei. 1979, als er 11 Jahre alt war, nahm sein Vater Bob ihn und seine Geschwister Cedella, Stephen und Sharon mit ins Studio, um den vom Vater geschriebenen Song „Children Playing in the Streets“ aufzunehmen. Diese vier Geschwister gründeten auch die Melody Makers. Sechs Jahre später produzierten sie mit ihrem Plattenlabel EMI ihre erste eigene LP Play the Game Right. Aufgrund der geringen Verkaufszahlen wollte EMI Ziggy Marley als Solokünstler weiter produzieren, so dass 2003 sein erstes Soloalbum Dragonfly erschien. 2006 folgte Love Is My Religion. Ziggy Marley komponierte dafür fast alle Songs selbst und spielte die meisten Instrumente ein.
Am 15. Januar 2013 erschien das Live-Album In Concert, für das er auch Is This Love und War von seinem Vater neu interpretierte.
Am 11. April 2014 veröffentlicht er sein fünftes Solo-Studioalbum „Fly Rasta“.
Seinen Spitznamen „Ziggy“ bekam David Nesta Marley unmittelbar nach seiner Geburt von seinem Vater Bob Marley. Ziggys verdrehter Fuß erinnerte Bob ans Jonglieren eines Fußballes, was er nach Aussage seiner Frau und seiner Freunde wohl gut beherrschte. Im jamaikanischen Slang riefen sie ihm „Ziggy, Bob, Ziggy!“ zu.

### Familie
Ziggy Marley hat drei Geschwister, sieben Halbgeschwister und eine Adoptivschwester. Die bekanntesten sind Cedella und Stephen, Stephanie und Sharon (adoptiert), die mit Ziggy die Band Ziggy Marley & the Melody Makers gründeten, aber auch Damian, Julian, Ky-Mani und Rohan, die mehr oder weniger erfolgreich im Musikbusiness etabliert sind.
Ziggy Marley ist mit Orly Agai Marley, Vizepräsidentin der William Morris Agency verheiratet und hat vier Kinder mit ihr, eine Tochter und drei Söhne.
Außerdem hat er drei weitere Kinder aus einer früheren Ehe, einen Sohn und zwei Töchter.

## Diskografie (Auswahl)

### Alben mit den Melodymakers
- 1985: Play the Game Right
- 1986: Hey World
- 1988: Conscious Party
- 1989: One Bright Day
- 1991: Jahmekya
- 1993: Joy and Blues
- 1995: Free Like We Want 2 B
- 1997: Fallen Is Babylon
- 1997: The Best Of (1988–1993)
- 1998: Reggae Is Now
- 1999: Spirit of Music
- 2000: Live

### Solo-Alben
- 2003: Dragonfly
- 2006: Love Is My Religion
- 2009: Family Time
- 2011: Wild and Free
- 2013: In Concert
- 2014: Fly Rasta
- 2016: Ziggy Marley
- 2018: Rebellion Rises
- 2019: Road to Rebellion (Volume 1)

### Soundtracks
Ziggy Marleys Songs wurden in einigen Filmen als Soundtrack verwendet. Er sang zusammen mit Sean Paul im Film Große Haie – Kleine Fische den Song seines Vaters Three little Birds und erhielt in der Originalfassung eine Sprechrolle. Auch in dem Film Men at Work aus dem Jahr 1990 hatte er zusammen mit den Melody Makers mit Give a Little Love einen Erfolg. Der Song Drive (Original:The Cars) ist im Film 50 erste Dates zu hören und auch für die Erfolgs-Serie Charmed – Zauberhafte Hexen steuerte er einen Soundtrack bei. 1997 war sein Song „Tipsy Daizy“ in dem Blockbuster Anaconda zu hören. Sein Song „Love Power“ ist am Ende von Muppets – Die Schatzinsel verwendet worden. Zudem ist sein Song True to Myself in der vierzehnten Folge der achten Staffel von Scrubs – Die Anfänger zu hören.

## Auszeichnungen
1989, 1990 sowie 1998 gewann er mit den Melody Makers den Grammy Award für die beste Reggae-Aufnahme. 2007 gewann er mit seinem Album Love Is My Religion in der Kategorie Bestes Reggae-Album seinen ersten Solo-Grammy. Für sein Album Family Time bekam er 2010 den Grammy in der Kategorie „Best Musical Album for Children“. 2012 war „Wild and Free“ in der Kategorie Bestes Reggae-Album nominiert. Das Livealbum In Concert und sein sechstes Soloalbum Fly Rasta brachten ihm bei 2014 bzw. 2015 zwei weitere Reggaealbum-Grammys. 2017 bekam er einen weiteren Grammy in der Kategorie „Best Reggae Album“ für sein Album „Ziggy Marley“.

## Weitere Projekte
Ziggy Marley ist Mitglied in weiteren Bands, darunter die Gruppen Brothers Keepers und The Melody Makers.
Für den Film Bob Marley: One Love, der auf dem Leben seines Vaters basiert, wurde er für die Verkörperung seines Vaters in Betracht gezogen. Die Rolle erhielt jedoch Kingsley Ben-Adir. Zudem wirkte er zusammen mit seiner Mutter und seiner Schwester Cedella als einer der Produzenten am Film mit.

## Sonstiges
- Er hat in der ersten Staffel der Serie „Parker Lewis“ einen Gastauftritt in der Folge Mikey Randall – Superstar. Er wird auch in anderen Folgen erwähnt, da Mikey Randall, ein Freund von Parker, ein großer Ziggy-Marley-Fan ist. Ebenfalls hat er in der Serie Alle unter einem Dach in der Folge Gespräche mit dem Steuerprüfer einen Gastauftritt als er selbst.
- Ziggy Marley entwarf ein T-Shirt für die Anti-Aids-Kampagne von H&M mit dem Aufdruck „Love Is My Religion“.